# Туалетная революция в Китае
Туалетная революция в Китае (кит. трад. 廁所革命, упр. 厕所革命, пиньинь Cèsuǒ Gémìng) — правительственная кампания по улучшению санитарно-гигиенических условий в материковой части Китая. В 2015 году Си Цзиньпин, генеральный секретарь ЦК Коммунистической партии Китая, объявил, что Китай собирается улучшить санитарные условия общественных туалетов в туристических достопримечательностях, на что давно жаловались иностранные туристы. Статья «Туалетная революция» в «Словаре новых терминов Си Цзиньпина» за 2015 год в Информационном бюро Государственного совета объясняет кампанию как: «Наряду с модернизацией сельского хозяйства и строительством в сельских районах местные органы власти обеспечат доступ сельских жителей к гигиеническим туалетам».
С 2015 по 2017 год в Китае было построено более 68 000 общественных туалетов. В 2017 году было запланировано строительство дополнительных 64 000 общественных туалетов. В том же году кампания была географически расширена, власти собираются улучшать санитарные условия в сельских районах Китая. Государственные СМИ сообщили, что антисанитарные условия в сельских туалетах могут привести к распространению таких заболеваний, как малярия, кампания направлена на решение таких проблем.